# Igor Pamić
Igor Pamić (Žminj, 1969. november 19. –) horvát válogatott labdarúgó, edző.
A horvát válogatott tagjaként részt vett az 1996-os Európa-bajnokságon.

## Sikerei, díjai
Dinamo Zagreb
- Horvát kupa (1): 1993–94

Grazer AK
- Osztrák szuperkupa (1): 2000